# 余光茂

余光茂（1915年—1998年），中国人民解放军将领、中国人民解放军开国少将。
曾任中国人民解放军第20军副军长。1955年，授予中国人民解放军少将。